# Jake Larson
Jake Melvin Larson (Hope, Minnesota, 20 de desembre de 1922 - 17 de juliol de 2025), també conegut com a Papa Jake, va ser un veterà estatunidenc de la Segona Guerra Mundial, supervivent del Dia D i també un TikToker estatunidenc. Era conegut sobretot per compartir històries sobre les seves experiències de la Segona Guerra Mundial a TikTok.
Larson va servir amb el 135è Regiment d'Infanteria de la 34a Divisió d'Infanteria de l'Exèrcit dels Estats Units durant la Segona Guerra Mundial. Durant el seu servei militar, va estar destinat a Irlanda del Nord i va ser sergent d'operacions que va participar en la planificació de l'Operació Overlord. Va ser donat de baixa del servei militar el 1945.
Larson va crear el seu compte de TikTok el juny de 2020. El seu compte es va fer viral després que la seva néta publiqués un vídeo sobre el servei militar de Larson. Després de guanyar popularitat a TikTok, el 2021 va escriure les seves memòries The Luckiest Man in the World: Stories from the Life of Papa Jake.

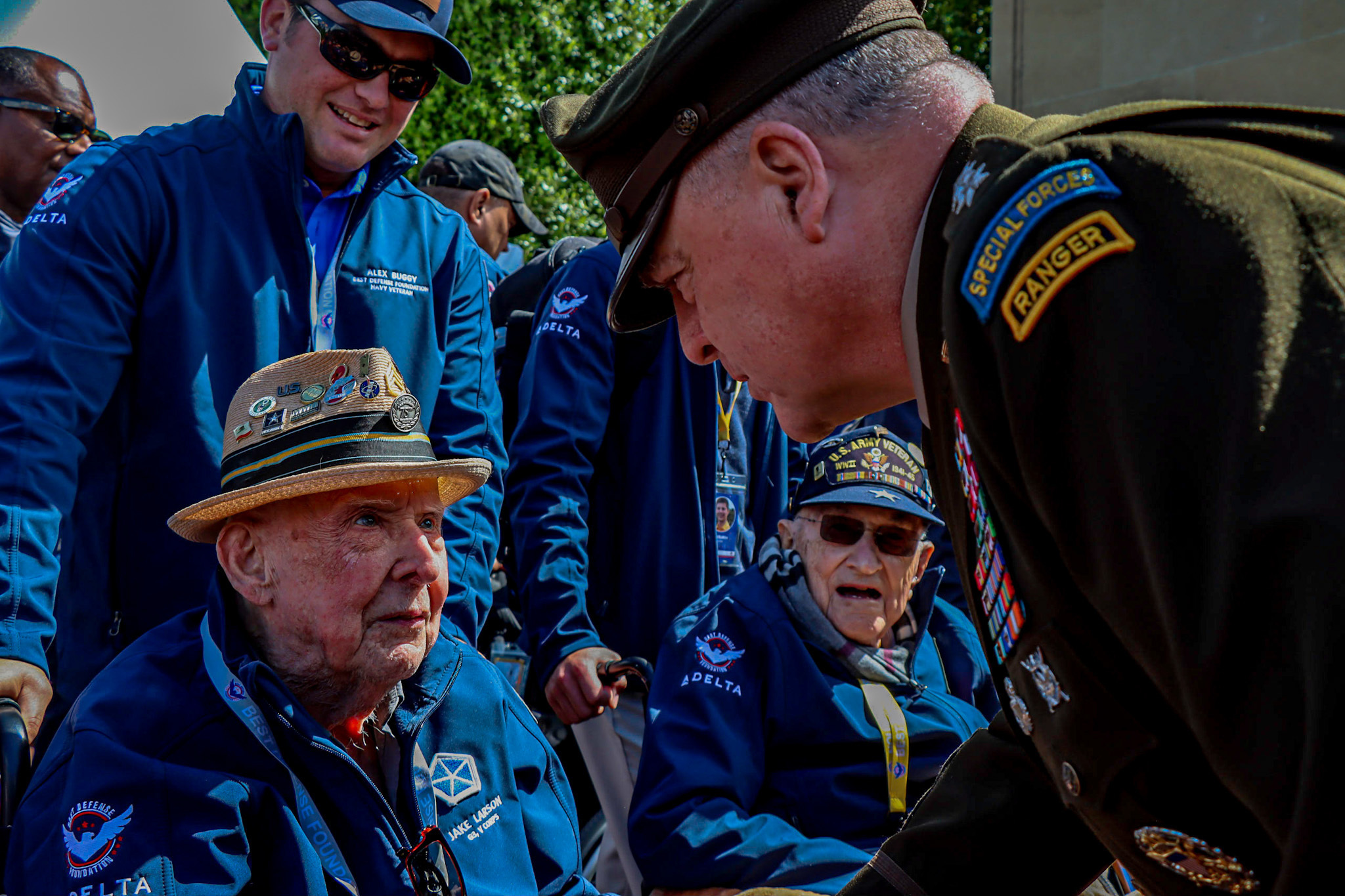
Larson amb Mark Milley, 2022

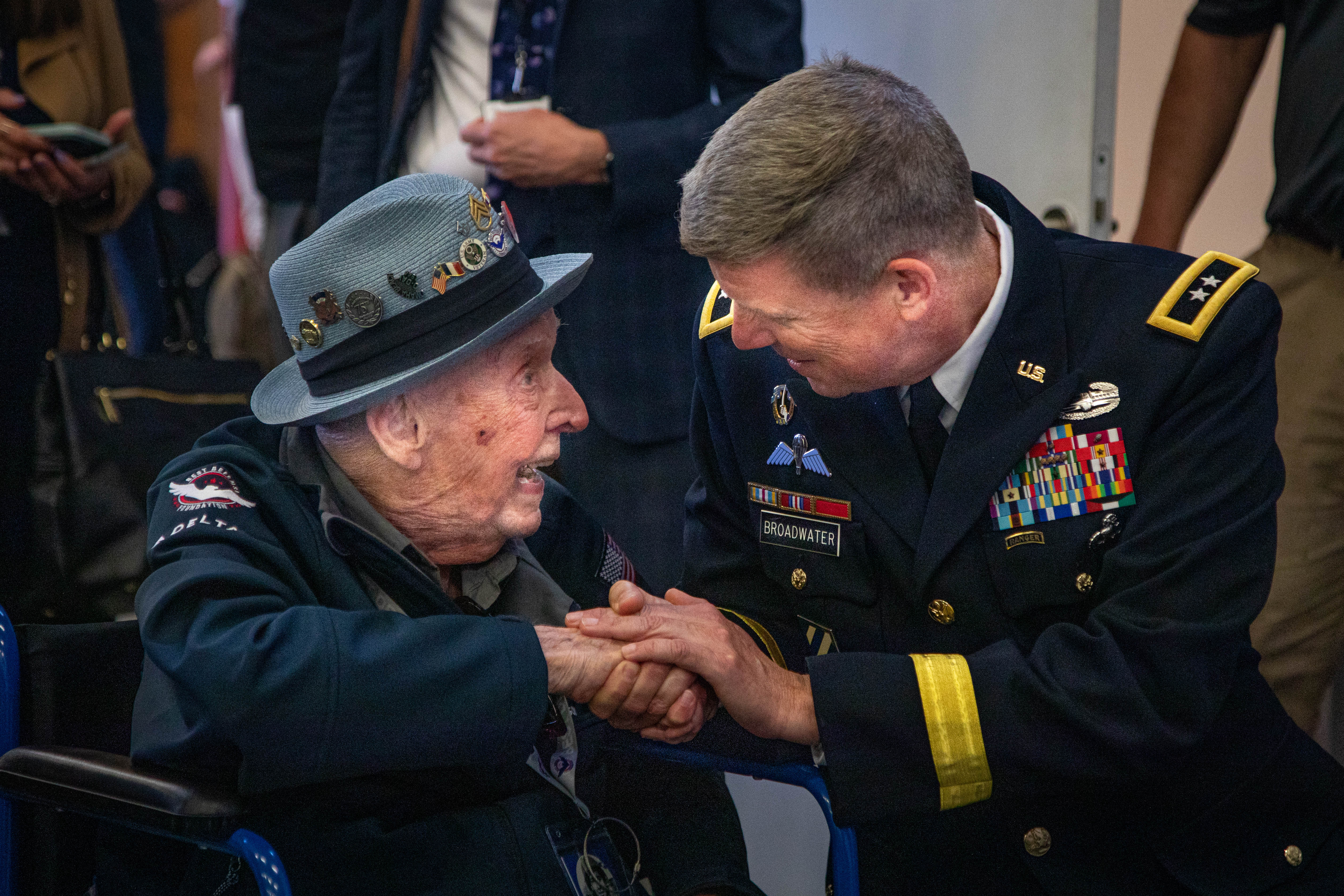
Larson amb Jeff Broadwater, 2023

El juny de 2025, Larson va guanyar un premi 'Emmy de notícies i documentals' en la categoria de millor entrevista en directe. La seva victòria la va compartir amb Christiane Amanpour.
El 1945, Larson es va casar amb Lola Cassem. El seu matrimoni va durar fins a la seva mort el 1991. El 20 de desembre de 2022, Larson va fer 100 anys. Va morir el 17 de juliol de 2025 a casa seva a Lafayette, Califòrnia, a l'edat de 102 anys. En el moment de la seva mort, era l'últim membre supervivent del 135è Regiment d'Infanteria de l'exèrcit.